# Анна Каренина (персонаж)
А́нна Арка́дьевна Каре́нина — одна из центральных героинь романа Льва Толстого «Анна Каренина». Каренина — знатная петербургская дама, урождённая Облонская, жена Алексея Александровича Каренина, высокопоставленного петербургского чиновника, сестра Степана Аркадьевича (Стивы) Облонского.

## Возможные прототипы
Прототипом «не характером, не жизнью, а наружностью», по мнению Т. А. Берс (Кузминской), была Мария Александровна Гартунг (дочь Александра Пушкина). Судьба сестры писателя Марии Толстой схожа с судьбой героини. Ещё один прототип — возлюбленная одного из прототипов Вронского — Раевского, дама из высшего общества, покончившая с собой от любви к нему. Кроме того, существовала другая дама, рассказ о самоубийстве которой впечатлил Толстого.

## Киновоплощения
- Мария Сорохтина (1911)
- Мария Германова (1914)
- Грета Гарбо (1927 и 1935)
- Вивьен Ли (1948)
- Татьяна Самойлова (1967)
- Майя Плисецкая (1974)
- Жаклин Биссет (1985)
- Софи Марсо (1997)
- Хелен Маккрори (2000)
- Татьяна Друбич (2009)
- Кира Найтли (2012)
- Виттория Пуччини (2013)
- Елизавета Боярская (2017)